# L'Étrangère (roman, 1985)
Pour les articles homonymes, voir L'Étrangère.
L'Étrangère (en russe : Иностранка) est le titre d'un roman de Sergueï Dovlatov écrit à New York en 1985, publié pour la première fois par la maison d'édition Russica Publishers en 1986. C'est la première œuvre littéraire de l'auteur sur la vie aux États-Unis. L'ouvrage est précédé d'une préface de Joseph Brodsky et suivi d'une postface consacrée à la mort de Dovlatov à 48 ans en 1990, écrite par le poète russe Lev Loseff (en).
Dovlatov précise lui-même que cet ouvrage, créé un peu après La Filiale (1987), n'a pas vraiment l'Amérique comme sujet parce que « les personnages centraux du récit sont des expatriés russes ».
En 2013, le théâtre Kontekst d'Ashdod en Israël a présenté la pièce L'Étrangère à partir du récit (l'auteur du scénario est Mikhaïl Teplitski).

## Contenu
L'action du récit se déroule dans le quartier russe de New York, où se sont installés les représentants de la troisième vague de l'émigration russe. Parmi les personnages, le propriétaire d'un laboratoire de photo Evseï Roubintchik, qui rembourse les dettes du magasin qu'il a racheté depuis neuf ans ; le propriétaire du magasin Dniepr, Ziama Pivovarov, qui était juriste et fournit maintenant aux habitants du quartier de l'huile de Vologda, des sprats (Sprattus sprattus) de Riga ; le dissident en retraite Karavaiev, pour qui l'Amérique n'est pas assez marxiste et répressive ; l'agent immobilier Arkacha Lerner qui dispose d'un « don spécifique, celui du bien-être matériel ».
Le personnage principal de l'histoire est Morroussia Tatarovitch. En tant que fille de parents tels que les siens (son père est directeur général d'un combinat industriel et sa mère dirige le plus gros atelier de couture de la ville), elle n'avait aucune raison apparente de quitter l'URSS. À un moment donné, toutefois, elle sent que trop de choses se sont passées et elle atterrit avec son jeune fils à l'Aéroport international John-F.-Kennedy de New York.
La vie à New York, c'est chercher du travail, trouver un logement, acheter des meubles pour un petit appartement. Tous les représentants de la colonie russe veulent prendre soin de Marroussia, mais elle leur préfère finalement un latino-américain, Rafaël, 50 ans, sans activité bien déterminée. Leurs relations émotionnelles, leurs querelles tumultueuses, les trêves qui suivent suscitent beaucoup de discussions dans le milieu des expatriés. L'arrivée de l'ex-mari de Marroussia, le chanteur Razoudalov en tournée aux États-Unis, va constituer une nouvelle épreuve pour Maroussia et Rafael.

## Critique
Le critique et traducteur Victor Koullé (ru), prenant la parole à la conférence internationale Les lectures de Dovlatov, observe que dans L'Étrangère, l'auteur se retrouve dans une société démocratique normale et que son humour est devenu plus fin et un peu sentimental.
Le critique littéraire Alexandre Zakourenko (site web d'actualité) arrive à la conclusion que le destin du narrateur est tout aussi chaotique que celui de Marroussia Tatarovitch l'héroïne.
Le texte de L'Étrangère a été analysé en détail dans l'article Quelques particularités de la personnalité linguistique de Sergueï Dovlatov : y sont analysés les détails de la phonologie, le refus conscient de l'utilisation excessive de la métaphore, l'utilisation abondante de l'ironie chez l'auteur.
Tous les critiques n'ont pas un avis favorable à propos de ce récit de Dovlatov. Ainsi, selon l'écrivain Vladimir Bondarenko (ru), L'Étrangère se réfère trop aux nombreux échecs de l'écrivain Dovlatov. Ce point de vue est également partagé par le collègue de Dovlatov au journal Le Nouvel Américain («Новый американец») Alexander Genis (en), qui considère que le récit « ressemble trop à un scénario », et que ce qu'il y a de mieux c'est finalement « cette galerie d'émigrants types, décrits avec noirceur et amertume ».